# Alberto Boscolo
Alberto Boscolo (Càller, 22 d'agost de 1920 – Roma, 20 d'agost de 1987) fou un historiador medievalista italià, especialista en l'estudi de la Sardenya medieval.
Boscolo va estudiar a la Universitat de Càller i en fou assistent a la Facultat de Lletres. S'especialitzà en l'estudi de la Sardenya medieval, particularment en les relacions entre Sardenya i la Corona d'Aragó i en les èpoques de la Sardenya dels jutges i la Sardenya catalano aragonesa. Feu nombrosos estudis i treballs en els arxius, com el de la Corona d'Aragó. El 1959 fou nomenat catedràtic a la Universitat de Càller on fundà una veritable escola de medievalística entre els seus deixebles; de 1967 a 1969 en fou vicerector i de 1970 a 1975 rector. El 1978 fou nomenat catedràtic a la Universitat de Milà i després a Roma Tor Vergata (1985). Fou membre del Consiglio Nazionale delle Ricerche.
Fou membre corresponent de l'Institut d'Estudis Catalans (1966) i de l'Acadèmia de Bones Lletres de Barcelona (1954). I doctor honoris causa per la Universitat de Barcelona (1983). També fou membre de Real Academia de la Historia de Madrid i va rebre la Encomienda de Alfonso X el Sabio.

## Obres
- La politica italiana di Ferdinando d'Aragona, 1954
- Medioevo Aragonese, 1958
- Le fonti della storia medievale, 1964
- I conti di Capraia, Pisa e la Sardegna, 1966
- Il feudalesimo in Sardegna, 1967
- Viaggiatori dell'Ottocento in Sardegna, 1973
- Catalani nel Medioevo, Bolonya, Cappelli, 1986

### Homenatge
- Luisa d'Arienzo (ed.), Sardegna, Mediterraneo e Atlantico tra Medioevo ed Età Moderna. Studi storici in memoria di Alberto Boscolo, Roma 1993, 3 vol. (amb una bibliografia de l'obra de Boscolo a les p. 23-43)